# Umeå södra landsfiskalsdistrikt
Umeå södra landsfiskalsdistrikt var 1918–1964 ett landsfiskalsdistrikt i Västerbottens län, bildat som Umeå landsfiskalsdistrikt när Sveriges indelning i landsfiskalsdistrikt trädde i kraft den 1 januari 1918, enligt beslut den 7 september 1917. När Sveriges nya indelning i landsfiskalsdistrikt trädde i kraft den 1 januari 1952 (enligt kungörelsen 1 juni 1951) ändrades distriktets namn till Umeå södra landsfiskalsdistrikt. Den 1 januari 1965 avskaffades i Sverige samtliga landsfiskaler och landsfiskalsdistrikt, och deras arbetsuppgifter delades upp på de nyskapade indelningarna polisdistrikt, åklagardistrikt och kronofogdedistrikt.
Landsfiskalsdistriktet låg under länsstyrelsen i Västerbottens län.

## Ingående områden
När Sveriges nya indelning i landsfiskalsdistrikt trädde i kraft den 1 oktober 1941 (enligt kungörelsen den 28 juni 1941) tillfördes Holmsunds landskommun från det genom kungörelsen upplösta Holmsunds landsfiskalsdistrikt. Samtidigt överfördes den del av Hörnefors landskommun som låg i landsfiskalsdistriktet till Nordmalings landsfiskalsdistrikt. Den 1 januari 1947 ombildades Holmsunds landskommun till Holmsunds köping men fortsatte att ingå i landsfiskalsdistriktet.

### Från 1918
- Del av Umeå landskommun: Den del av landskommunen som låg söder om Ume älv (undantag var Öhns bys ägor som låg på norra sidan men tillhörde detta distrikt).
- Del av Hörnefors landskommun: Delen som före 1 januari 1914 låg i Umeå landskommun.[2]

### Från 1 oktober 1941
- Holmsunds landskommun
- Del av Umeå landskommun: Den del av landskommunen som låg söder om Ume älv.

### Från 1947
- Holmsunds köping
- Del av Umeå landskommun: Den del av landskommunen som låg söder om Ume älv.